# Unadilla (Nebraska)
Unadilla és una població dels Estats Units a l'estat de Nebraska. Segons el cens del 2000 tenia 342 habitants.

## Demografia
Segons el cens del 2000, Unadilla tenia 342 habitants, 139 habitatges, i 97 famílies. La densitat de població era de 455,3 habitants per km².
Dels 139 habitatges en un 32,4% hi vivien nens de menys de 18 anys, en un 64,7% hi vivien parelles casades, en un 1,4% dones solteres, i en un 30,2% no eren unitats familiars. En el 27,3% dels habitatges hi vivien persones soles el 17,3% de les quals corresponia a persones de 65 anys o més que vivien soles. El nombre mitjà de persones vivint en cada habitatge era de 2,46 i el nombre mitjà de persones que vivien en cada família era de 2,98.
Per edats la població es repartia de la següent manera: un 24,3% tenia menys de 18 anys, un 6,1% entre 18 i 24, un 27,2% entre 25 i 44, un 24% de 45 a 60 i un 18,4% 65 anys o més.
L'edat mediana era de 41 anys. Per cada 100 dones de 18 o més anys hi havia 103,9 homes.
La renda mediana per habitatge era de 40.625 $ i la renda mediana per família de 51.875 $. Els homes tenien una renda mediana de 35.446 $ mentre que les dones 27.188 $. La renda per capita de la població era de 18.049 $. Aproximadament el 8,1% de les famílies i el 16,6% de la població estaven per davall del llindar de pobresa.

## Poblacions més properes
El següent diagrama mostra les poblacions més properes.